# Cycma
CYCMA est l'acronyme de Cycles, motocycles et applications, est un constructeur algérien de motocycles, cyclomoteurs, bicyclettes et produits dérivés, basé à Guelma, en Algérie.

## Histoire
Cycma est l'émanation de la Société nationale de constructions mécaniques, la Sonacome. Le rôle de cette société Cycma consiste en la production, la distribution et le développement de deux-roues, motorisés et bicyclettes, et de tricycles, pour le marché algérien.
La direction générale et la production ont été installés à Guelma, avec cinq points de vente répartis dans le pays. Le centre de Guelma a été réalisé par une société allemande, et réceptionné définitivement au cours de l'année 1978. Il comprend alors 650 emplois. Le catalogue de produits fabriqués a été défini quelques années auparavant, en 1975
L'effectif atteint 1 600 ouvriers en 1986. Dans les années 1990, l'ouverture du marché algérien à la concurrence internationale et l'érosion de ce marché met la société en difficulté. Un premier plan social est engagé en 1993, suivi d'autres les années suivantes et dans les années 2000 .
En 2012, l'entreprise échappe de peu à la faillite, grâce à une nouvelle restructuration et un accompagnement par les pouvoirs publics. L'activité est relancée en 2014.

## Implantation
Son siège se situe à Guelma. Elle dispose d'une usine de fabrication de motocycles et cyclomoteur et de scooters à Guelma à 500 km à l'est d'Alger, et d'une infrastructure commerciale couvrant tout le territoire national: Alger; Constantine ; Oran ; Guelma.

## Production
- Bicyclette 
  - C100
- Cyclomoteur
  - C603
  - C609
- Tricycle à moteur
  - C906 Tricycle à moteur avec Boite Automatique

- - C903 Tricycle Handicape

- Scooter
  - C622 SCOOTER Multi-services